# Glendale (Écosse)
Pour les articles homonymes, voir Glendale.
Glendale (en gaélique écossais : Gleann Dail) est une localité écossaise située sur l'île de Skye dans le Highland.

## Toponymie
Son nom est l'addition de deux termes (Gleann et Dail) signifiant tous les deux « vallée ».

## Histoire
En 1904, les terres de Glendale sont achetées par le gouvernement, qui les revend à des crofters en 1908. Dans les années 1950, les 147 familles de crofters de Glendale finissent de payer et deviennent pleinement propriétaires des lieux. Depuis sa création, Glendale dispose d'une ferme communautaire et d'autres biens qui sont la copropriété de ses habitants,.